# South of Nowhere
South of Nowhere é uma série americana de  drama adolescente criada por Thomas W. Lynch. Voltado principalmente para os adolescentes, foi ao ar pela primeira vez em 4 de novembro de 2005, sendo lançada como uma das seis séries originais do canal The N. Seu último episódio foi divulgado em 12 de dezembro de 2008. Durante seu período de exibição, foram criados webisódios para acompanhar cada episódio da história 2ª temporada.

## Visão geral
A série segue as vidas dos membros da família Carlin (Paula, Arthur, Glen, Clay e Spencer) enquanto se ajustam à mudança de Ohio para Los Angeles, Califórnia. Um dos focos principais da trama inclui a relação entre Spencer Carlin (Gabrielle Christian) e sua amiga, Ashley Davies (Mandy Musgrave). Foi a primeira série da The N a retratar a  diretamente relacionados com os personagens principais, e o primeiro programa de televisão a mostrar adolescentes como os personagens centrais. South of Nowhere recebeu excelentes criticas do TV Guide, The Boston tribute, New York Post, New York Daily News, Entertainment Weekly e Variety.

### Background
Assim como muitas outras séries do Teennick, tais como Degrassi: The Next Generation, este show abordava assuntos atuais e realistas para um drama adolescente, como a homossexualidade, racismo, aborto, adoção, homofobia, drogas, bebidas, tráfico de drogas, gravidez na adolescência, morte, crimes de ódio, prisão, infidelidade, contracepção, faculdade, violência doméstica, estresse, famílias adotivas, pressão dos namorados, sexo, serviço militar e religião.
Cada episódio de South of Nowhere tem meia hora de duração com comerciais (23-25 minutos de programa), o episódio piloto foi de uma hora (cerca de 46 minutos de programa). The N inicialmente encomendou 11 episódios da série. Muitas pessoas pensaram que The N iria cortar a temporada pela metade, mas tudo o que fez foi dar South of Nowhere pausa de quatro semanas antes da exibição do restante da temporada. O show voltou a ser exibida em janeiro de 2006, com os episódios restantes da temporada. Durante o intervalo comercial entre os episódios, eram exibidas entrevistas com os atores da série, Gabrielle Christian e Matt Cohen.
A segunda temporada foi originalmente definida para começar em 6 de outubro de 2006, mas foi adiada até 29 de setembro de 2006. Sua estréia seguiu a estréia da sexta temporada de Degrassi: The Next Generation e alcançou boa audiência elevando o percentual de público para 35% a mais do que da primeira temporada.
A Rede de Televisão The N oficialmente renovou South of Nowhere para uma terceira temporada, e 16 episódios foram encomendados. Oito episódios foram ao ar de 10 de agosto de 2007 a 21 de setembro de 2007.
Promos começaram a ser exibidas em março de 2008 declarando que o show estaria retornando em 11 de abril. No entanto, em 21 de março, foi anunciado que a metade final da terceira temporada havia sido adiada para o outono. South of Nowhere voltou para o restante de sua terceira temporada em 10 de outubro de 2008 e terminou sua temporada em 12 de dezembro de 2008.

## Elenco
- Gabrielle Christian - Spencer Carlin
- Mandy Musgrave - Ashley Davies
- Matt Cohen - Aiden Dennison
- Chris Hunter - Glen Carlin
- Danso Gordon - Clay Carlin (temporada 1-2)
- Rob Moran - Arthur Carlin
- Maeve Quinlan - Paula Carlin
- Austen Parros - Sean Miller (temporada 1-2, convidado temporada 3)
- Valery Ortiz - Madison Duarte
- Aasha Davis - Chelsea Lewis (temporada 2-3, recorrente temporada 1)
- Eileen April Boylan - Kyla Woods (temporada 2-3)